# Bovensmilde
Bovensmilde (52° 59′ N, 6° 29′ L) é uma cidade dos Países Baixos, na província de Drente. Bovensmilde pertence ao município de Midden-Drente, e está situada a 6 km southwest of Assen.
Em 2001, a cidade de Bovensmilde tinha 2873 habitantes. A área urbana da cidade é de 0.76 km², e tem 1094 residências. 
A área de Bovensmilde, que também inclui as partes periféricas da cidade, bem como a zona rural circundante, tem uma população estimada em 3960 habitantes.